# Thanos Kalliris
Athanasios ”Thanos” Kalliris, född 13 augusti 1962 i Aten, är en grekisk popsångare, låtskrivare och TV-programledare. Tillsammans med Vassilis Dertilis var han en del av popduon Bang 1987-1992. Sedan början av 1990-talet har en framgångsrik solokarriär.
Kalliris växte upp i en musikalisk familj. Fadern, Titos Kalliris, var jazzgitarrist och farfadern, Kostis Bezos, var konstnär. Kalliris har en examen från Atens musikhögskola. Tillsammans med Vassilis Dertilis bildade han popduon Bang 1987. Som en del av Bang deltog Kalliris i den grekiska uttagningen till Eurovision Song Contest (ESC) 1987. De vann med bidraget Stop och i ESC kom de på tiondeplats med 64 poäng. Med på scen hade de Katerina Kalliris och Mariana Efstratiou som bakgrundssångerskor.
Bang släppte därefter tre studioalbum och fick viss internationell framgång med singlarna You’re the One (British Top 75) och Holding My Heart (Billboard Dance). Sedan gruppen upplöstes 1991 har Kalliris haft en framgångsrik solokarriär. Han har även haft en mindre karriär som TV-programledare, bl.a. som värd för talkshowen Theleis i den theleis på MEGA Channel TV (1999-2000) och för Mes tin kali hara på Alpha TV (2008-2009).

## Diskografi

### Med Bijoux
- You're The One (1985)

### Med Bang
- Bang - The Album (1987)
- Clockwise (1990)
- Bang (1991)

### Soloalbum
- Se Katadikazo (1991)
- Ena psema gia to telos (1993)
- Giortazo (1993)
- Poios (1994)
- Kapoio kalokairi (1994)
- Hristoúgenna sto galaxy (1995)
- Monaha tin psychi sou (1996)
- Fonaxe me (1997)
- Agapi Ora Miden (1998)
- Eimai Kala (2000)
- Aionia (2001)
- Gia hari sou boro (2004)
- Ta Hristougenna Me Sena (2005)

### Duett
- Kalinihta (duett med Natalia Germanou) (1991)
- Eronta, erota mou (duett med Katy Garbi) (1993)
- O palios einai allios (duett med Labis Livieratos) (1993)
- Eisai belas (duett med Giorgos Alkaios) (1993)
- Kerdisame (duett med Lorna) (1995)
- Andriki Allileggvi (duett med Michalis Rakintzis) (2009)
- Dikia sou (duett med MC Fos) (2013)
- Superman (duett med Tus) (2015)
- I agapi sto telos kerdizei (duett med Mindtrap) (2019)
- Giortazo 2021 (duett med Bauer Merza) (2021)

### Medverkan med egna spår på samlingsskivor
- 1.500 Filakia... Fresh Hits (1992)
- O Tragoudistis (1999)
- Oi Megales Epitihies (2001)
- Hrises Epitihies (2007)

### Omslag Upplagor
- Katastrofi mou - Rewind Edition 2022 (2022)

### Singlar
- Kainourgia Mera Tha Haraxei (2011)
- Ela na me vreis (2012)
- Thelo Na Me Theleis (2015)
- Apoklistika (2015)
- Edo s' agapisa (2017)
- Tha vgo na diaskedaso (2022)